# Bond van Penitentiaire Ambtenaren in Suriname
De Bond van Penitentiaire Ambtenaren in Suriname (BPAS) is een Surinaamse vakbond. Voorzitter van de bond is op zijn minst sinds 2011 Gustaaf Gallant.
De bond heette van circa 1969 Bond van Personeel bij het Gevangeniswezen en verkreeg in 1974 de huidige naam. De organisatie van gevangenispersoneel begon veel eerder in Suriname. Respectievelijk was er in 1920 al sprake van de Vereeniging van Bewaarders en Opzichters bij het gevangeniswezen in Suriname en in 1935 van de Vereniging van personeel bij het Gevangeniswezen.